# Список об'єктів Світової спадщини ЮНЕСКО в Люксембурзі
В списку об'єктів Світової спадщини ЮНЕСКО у Люксембурзі налічується 1 найменування (станом на 2015 рік).
В даній таблиці об'єкти розташовані в порядку їх додавання до списку Світової спадщини ЮНЕСКО.
| № | Зображення | Назва | Розташування     | Час створення  | Рік внесення до списку | №                                                 | Критерії |
| - | ---------- | --- | ---------------- | -------------- | ---------------------- | ------------------------------------------------- | -------- |
| 1 |            | Старовинні квартали і укріплення міста Люксембург (люксемб. D'Alstad an d'Festung vun der Stad Lëtzebuerg) | місто Люксембург | з XVI століття | 1994                   | 699 [Архівовано 19 липня 2017 у Wayback Machine.] | iv       |